# Plagger
Plagger（プラガー）とはPerlで記述されたフィードアグリゲータの一種である。
最大の特徴は様々なプラグインをパイプのように組み合わせることで、任意のデータを自由に変換できることである。
また、Plaggerの影響を受けている類似ソフトウェアには、Rubyで記述されたPragger、Automatic RubyやPHPで記述されたPrhagger等がある。

## Plaggerでできること
以下に例を挙げる。プラグインによってあらゆることが可能である。
- フィードやmixiの記事をメールで転送する
- パソコンで見ていたサイトを携帯電話向けに変換する
- フィードやスプレッドシート、テキストデータなどをHTMLに変換する
- ウェブページの自動更新
- YouTubeから条件に合致する動画を自動的にダウンロードしてiPodに転送する

また、変わったところでは
- 新着ニュースが入ったときにドライブ装置のトレイを開く
- 「はらへった」というキーワードが検索されたら、自宅にピザを届けさせる[1]

などといったものも存在する。

## 機能・特徴
- プラグインを組み合わせることにより、初めての人でも取得した情報を自動的に加工したり、メールで送信したりなどが可能である。
- プラグインもPerlで記述されており、Perlが書ける人なら自作プラグインを作ることができる。
- Perlが動作する環境なら、基本的には動かすことが出来る。
- 外部プログラムにフィードを流し込むことも可能なためあらゆる応用が可能である。